# Унаследованный минерал
Унаследованные (обломочные) минералы — минералы, существовавшие до образования данной осадочной породы, принесённые извне и представленные обломочными зёрнами.

## Описание
Образуются при выветривании материнских пород; реже в результате вулканических извержений. В основном к ним относятся кварц, полевые шпаты, различные тяжёлые минералы.
Унаследованные минералы, вследствие своей устойчивости, могут сохраняться в породе без существенных изменений со времени осаждения.
Унаследованными называют также минералы, сохранившиеся в горной породе после формирования на её поверхности культурного слоя или изменения породы техногенными процессами.